# À nos amours
Pour les articles homonymes, voir À nos amours (album) et À nos amours (roman).
Pour plus de détails, voir Fiche technique et Distribution.
À nos amours est un film français réalisé par Maurice Pialat et sorti en 1983.

## Synopsis
Suzanne a seize ans. En vacances sur la Côte d'Azur, elle repousse Luc, le jeune homme qui est amoureux d'elle, puis se donne à un Américain inconnu sur la plage. 
De retour à Paris, elle multiplie les aventures amoureuses. Ses parents se séparent. Son père quitte la maison.

## Fiche technique
- Titre : À nos amours
- Réalisation : Maurice Pialat
- Assistants réalisateurs : Cyril Collard et Florence Quentin
- Scénario : Arlette Langmann, Maurice Pialat
- Producteur : Daniel Toscan du Plantier pour Gaumont, France 3 Cinéma et Les Films du Livradois
- Photographie : Jacques Loiseleux
- Musique : Henry Purcell
- Bande originale : Klaus Nomi
- Musique additionnelle: Michel Mathieu
- Décoration : Arlette Langmann, Jean-Paul Camail
- Montage : Yann Dedet, Sophie Coussein, Valérie Condroyer
- Date de sortie : France : 16 novembre 1983
- Durée : 102 min[1]
- Genre : cinéma

## Distribution
- Sandrine Bonnaire : Suzanne
- Évelyne Ker : la mère
- Dominique Besnehard : Robert
- Pierre-Loup Rajot : Bernard
- Cyril Collard : Jean-Pierre
- Maurice Pialat : le père
- Anne-Sophie Maillé : Anne
- Maïté Maillé : Martine
- Christophe Odent : Michel
- Cyr Boitard : Luc
- Jacques Fieschi : Jacques
- Éric Viellard : Henri

## Genèse du film

### Choix des interprètes
Sandrine Bonnaire a présenté sa candidature en pensant faire de la figuration, comme elle l'avait fait dans La Boum, pour un projet de film intitulé Meurtrières. Maurice Pialat a souhaité lui proposer le rôle principal et a adapté le scénario pour donner un plus grand rôle à son personnage,.
Pour le rôle du frère de Suzanne, Robert, le directeur de casting Dominique Besnehard a d'abord pensé à Robin Renucci mais Pialat a finalement proposé que ce soit lui (D. Besnehard), qui tienne le rôle.

### Tournage
Dans le scénario initial, le père devait mourir et il n'était pas prévu qu'il revînt au moment de la scène du repas. Maurice Pialat a débarqué dans la scène et a laissé les acteurs improviser dans une situation qu'ils n'avaient pas prévue.
La scène de la fossette devait être la dernière scène entre Suzanne et son père. Lorsque Suzanne s'inquiète de l'œil jaune de son père, cela devait être un indice de la mort prochaine du père.

## Distinctions
- 1983 : Prix Louis-Delluc
- 1984 : César du meilleur film
- 1984 : César du meilleur espoir féminin pour Sandrine Bonnaire

## Autour du film
La bande originale du film est signée Klaus Nomi, reprenant notamment son succès The Cold Song.
On remarque dans la distribution la présence du réalisateur Maurice Pialat lui-même, ainsi que celle du directeur de casting Dominique Besnehard.
Cyril Collard y fait sa première apparition en tant qu'acteur (on le reverra à l'écran  dans Les Nuits fauves qu'il a réalisé), on remarque également la présence du scénariste Jacques Fieschi.
C'est le film qui révéla Sandrine Bonnaire, ce qui lui valut le César du meilleur espoir féminin en 1984. Elle avait fait jusqu'ici de la figuration dans La Boum (1980) et Les Sous-doués en vacances (1982). Le réalisateur Maurice Pialat, fidèle à sa méthode improvise avec son actrice plusieurs scènes. Sandrine Bonnaire et Maurice Pialat travailleront de nouveau ensemble dans Police (1985) et Sous le soleil de Satan (1987).